# Hermandad del Cautivo (Écija)
La Ilustre y Fervorosa Hermandad y Cofradía de Nazarenos de la Sagrada Entrada Triunfal de Jesús en Jerusalén, Nuestro Padre Jesús Cautivo, Nuestra Madre y Señora de las Lágrimas y Santa María en Su Inmaculada Concepción, título corporativo de la Hermandad de la Borriquita o del Cautivo, es una cofradía de la Semana Santa Ecijana que procesiona el Domingo de Ramos en dos partes: por la mañana, La Borriquita, y por la tarde-noche Jesús Cautivo y la Virgen de las Lágrimas. Desde siempre ha residido en la Parroquia de Santa María, donde se fundó en 1956.

## Historia
En diciembre de 1955, Don Francisco Domínguez Fernández, por entonces párroco de la Parroquia de Santa María, y un grupo de devotos de la imagen de Jesús Cautivo, deciden organizar una Hermandad para rendir culto a esta imagen. Se aprobó sus primeras reglas el 13 de abril de 1956, bajo el título de Nuestro Padre, el Señor Cautivo. Ese año, en la tarde del Martes Santo 27 de marzo, realizó su primera estación de penitencia, marcando desde ese año, el comienzo de la cronología de los desfiles procesionales de Jesús Cautivo.
El auge alcanzado por la Hermandad en la década de 1960, llevó a la cofradía a incorporar una imagen mariana al título y cortejo de la Hermandad. El 5 de mayo de 1967, se aprueba rendir culto a la Dolorosa de las Lágrimas, que se encontraba en la Parroquia de Santa María desde el siglo XVIII, saliendo por primera vez el Domingo de Ramos 7 de abril de 1968, quedando el título de la Hermandad como: Hermandad de Nuestro Padre Jesús Cautivo y Nuestra Madre y Señora de las Lágrimas.
No fue hasta 1973, cuando la cofradía acordó crear una sección infantil. La nueva imagen de Jesús Triunfante entrando en Jerusalén, fue bendecida el Domingo de Ramos de 1974, abriendo desde ese año, cada Semana Santa. Fue cuando obtuvo el título de: Ilustre y Fervorosa Hermandad de la Entrada de Jesús en Jerusalén, Nuestro Padre Jesús Cautivo y Nuestra Madre y Señora de las Lágrimas. 
En diciembre de 1980, se conmemoran las Bodas de Plata de la Hermandad, bajo el mandato de Don Roberto Gardey Ruz, con varios actos, entre los que cabe destacar el descubrimiento de una placa de mármol con la fecha conmemorativo de la fundación de la Hermandad, que se encuentra en el patio de la Parroquia de Santa María.
25 años después, la cofradía cumple su 50 Aniversario, siendo Hermano Mayor Don José Pablo Godoy Riego, con diversos actos: Cartel y Pregón del 50 Aniversario, Boletín informativo extraordinaria, Obra Social con el Colegio Parroquial Santa María Nuestra Señora, Solemne Pontifical presidida por el Cardenal Arzobispo de Sevilla Fray Carlos Amigo Vallejo, Azulejo en el cancel de la Parroquia de Santa María con la imagen de Jesús Cautivo, descubierto por dicho Cardenal. Y por último y como gran acto de culminación de estos actos, se realizó una salida extraordinaria  de Nuestro Padre Jesús Cautivo con acompañamiento musical de la Banda de Cornetas y Tambores Nuestra Señora del Sol (Sevilla).
En el año 2007, tras la ampliación del paso de la Borriquita, se comienza a tallar y estrenas las figuras secundarias del misterio de la Entrada de Jesús en Jerusalén: San Juan Evangelista (2007), San Pedro (2008), niño y niña (2009), y una mujer hebrea (2013); en el proyecto original, se presencia un pollino pequeño, que es la imagen que queda por estrenar.
En 2008, se inician los trámites para incorporar a la Hermandad la imagen de la Inmaculada Concepción, que se encuentra en la Parroquia de Santa María. Con fecha 26 de enero de 2012, se aprueban las nuevas reglas, obteniendo su título actual: Ilustre y Fervorosa Hermandad y Cofradía de Nazarenos de la Sagrada Entrada Triunfal de Jesús en Jerusalén, Nuestro Padre Jesús Cautivo, Nuestra Madre y Señora de las Lágrimas y Santa María en Su Inmaculada Concepción.

## Reseña artística
- El misterio de la Sagrada Entrada Triunfal de Jesús en Jerusalén es obra del ecijano Sergio Saldaña Jiménez, compuesto por una mujer hebrea, un niño, una niña, San Pedro y San Juan Evangelista; el misterio se comenzó en 2007 hasta la actualidad. El Señor, es obra del imaginero sevillano Luis Álvarez Duarte (1974), va a lomos de una borriquita, que es obra del año 2000 por Francisco Fernández Enríquez. El misterio se remata con una palmera.
- La Imagen de Jesús Cautivo es obra maestra del imaginero sevillano Don Cayetano González, en 1947, tiene de particularidad la Corona de Espinas, que el artista quiso ya esculpir en la Sagrada Imagen de Jesús, aún Cautivo. La imagen del Señor Cautivo fue restaurada en 1998, por el imaginero sevillano D. Francisco Fernández Enríquez.
- Nuestra Señora de Las Lágrimas, es de autor anónimo (siglo XVIII). Restaurada en 1968 con la colocación de ojos, manos y pestañas, llevadas a cabo por los artistas Ecijano y Sevillano Don Joaquín Ojeda Osuna y Don Ricardo Comas. En 1992 se reforman articulaciones de brazos a la Virgen, realizado por el escultor sevillano D. Francisco Berlanga. Una nueva restauración se realiza en 2007, siendo intervenida por el escultor sevillana Juan Manuel Miñarro.
- Inmaculada Concepción, anónima del siglo XVIII. Realiza procesión anual cada 8 de diciembre.

## Marchas dedicadas
- Lágrimas por un clarín - Agrupación M. Nuestra Señora del Rosario, Civita Solís (Écija)
- Jesús Cautivo - Jacinto Manuel Rojas Guisado (2003)
- María en sus Lágrimas - Jacinto Manuel Rojas Guisado (2019)

## Túnicas
Borriquita: túnica negra con capa y capillo blancos. Cíngulo azul y rojo.
Cautivo y Palio: túnica negra con capillo negro. Capa blanca y cíngulo rojo y azul.

## Paso por Carrera Oficial
| Predecesor: Hermandad del Amor | Orden de entrada en Carrera Oficial (Domingo de Ramos) 2º lugar | Sucesor: La Yedra (Lunes Santo) |